# موغوك
موغوك هي مدينة تقع في منطقة ماندالاي،ميانمار.